# Fiódor Alekséyev

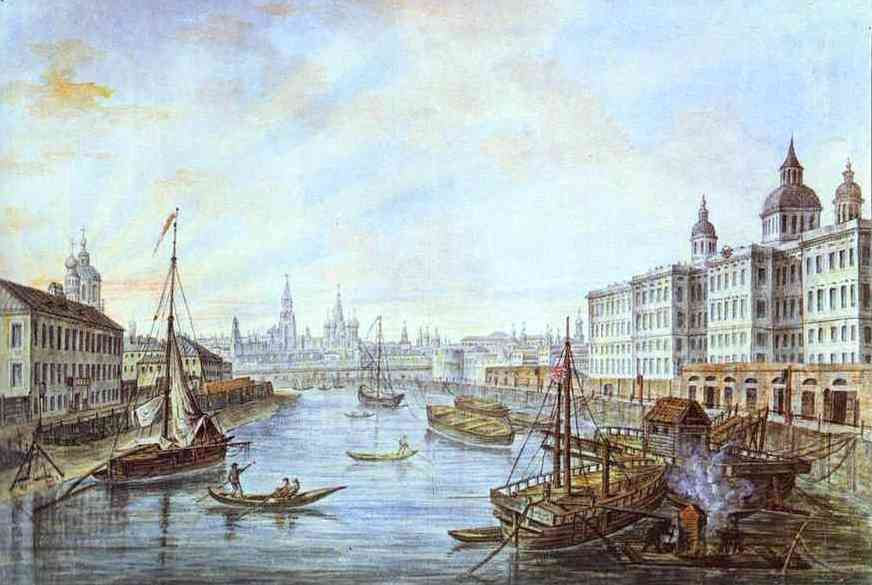
El hospital de expósitos de Moscú, obra de Alekséiev, 1800.

Fiódor Yákovlevich Alekséyev (ruso: Фёдор Яковлевич Алексеев) (* h. 8 de junio de 1753-23 de noviembre de 1824) fue un temprano pintor paisajista ruso.
Después de formarse en la Academia Imperial de las Artes de San Petersburgo, pasó tres años en Venecia estudiando las obras de famosos paisajistas franceses e italianos. A su regreso a San Petersburgo para trabajar, su popularidad creció con el tiempo. En 1800, el emperador Pablo I le encargó una serie de pinturas sobre Moscú.
- Wikimedia Commons alberga una categoría multimedia sobre Fiódor Alekséyev.

- Datos: Q539363
- Multimedia: Fyodor Alekseyev / Q539363